# Krauschwitz
Krauschwitz (hornolužickosrbsky Krušwica) je obec v Horní Lužici v německé spolkové zemi Sasko. Nachází se v zemském okrese Zhořelec a má přibližně 3 300 obyvatel. Leží u řeky Nisy u hranic s Polskem. První historická zmínka je z roku 1400.
Prochází jí úzkorozchodná lesní dráha z Bad Muskau.

## Administrativní dělení

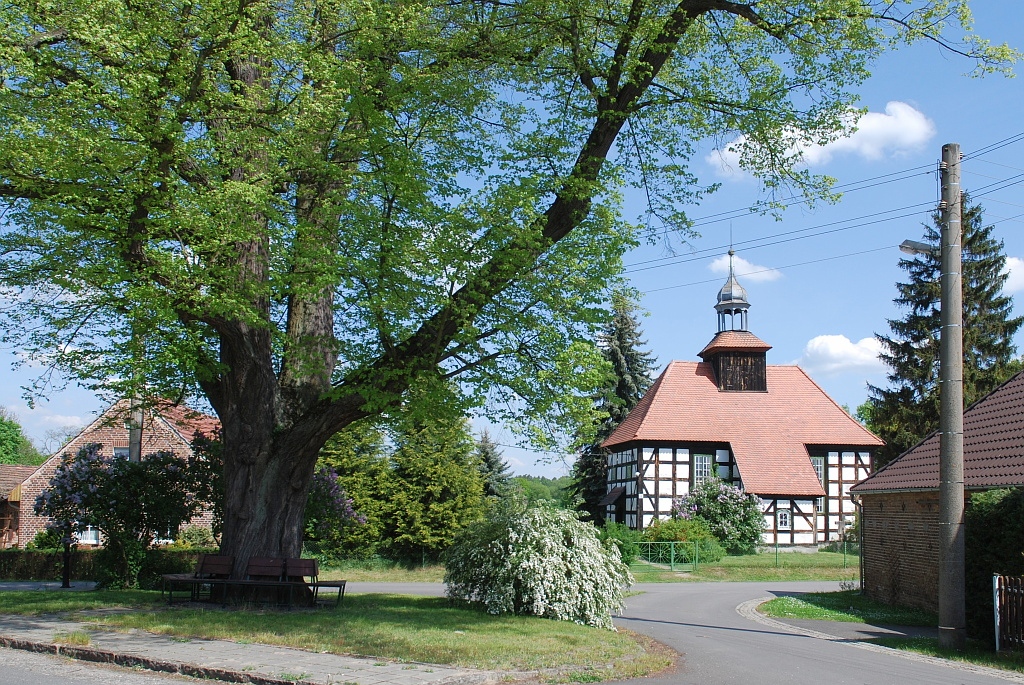
Hrázděný kostelík v Pěchči

Obec se skládá z následujících částí:
- Sagar (hornolužickosrbsky Zagor)
- Skerbersdorf (hornolužickosrbsky Skarbišecy)
- Pechern (hornolužickosrbsky Pěchč)
- Werdeck (hornolužickosrbsky Wjertko)
- Podrosche (hornolužickosrbsky Podróždć)
- Klein Priebus (hornolužickosrbsky Přibuzk)